# 정민철
정민철(鄭珉哲, 1972년 3월 28일 ~ 2025년 6월 19일 )은 전 한국 프로 야구 한화 이글스의 투수이자, 전 MBC 스포츠플러스의 야구 해설위원이다.

## 선수 시절

### 한국 프로야구 시절

#### 빙그레 이글스 & 한화 이글스시절

##### 1992년~1999년
1992년 고졸 우선 지명으로 입단했는데 그 해 쌍방울 레이더스에게만 3완봉승을 기록해 순수 신인 단일 시즌 특정 팀 최다 완봉승 타이를 기록했다.
입단 첫 해 14승(13선발승)을 시작으로 역대 최고 기록인 1999년까지 8년 연속 두 자릿수 선발승 이상, 평균자책점 2.80, 평균 투구 이닝 188이닝으로 1990년대를 대표하는 선발 투수로 활약했다. 1997년에는 포수 강인권의 실책으로 퍼펙트 게임을 아깝게 놓치며 '무사사구 노히트 노런'을 기록했다. 1999년에는 팀의 첫 번째 한국시리즈 우승에 공헌했는데 같은 해 7월 23일 삼성 라이온즈전에서 3실점 완투승을 거둬 역대 5번째 세 자릿수 선발승 투수가 됐다. 하지만 혹사로 인해 1998년부터 구위가 현저히 저하됐고, 팔꿈치 통증이 나타나 훗날 그의 선수 생활에 절대적인 영향을 미쳤다.

### 일본 프로야구 시절

#### 요미우리 자이언츠시절
2000년에 입단하여 2시즌을 보냈다. 국내에서는 리그 최고 수준의 에이스였지만 일본 리그에서는 현지 적응 실패와 리그 격차로 인해 뚜렷한 성과를 올리지 못했다. 일본 리그에서 그는 2시즌 동안 3승 2패의 초라한 성적을 거뒀고, 부진했던 주요한 원인으로는 급격한 구위 저하, 팔꿈치 통증이었다. 그렇지만 이 결과에는 여러 논란이 있는데 실제로 그의 입단 후 첫 등판은 도쿄 야쿠르트 스왈로스를 상대로 7이닝 1실점 승으로 호투했으나 경기 직후 2군행 통보를 받았고, 다시 올라온 1군 경기에서 요코하마를 상대로 9이닝 무실점으로 완봉승을 거뒀으나 이후로도 등판 기회는 좀처럼 주어지지 않았다. 그 후 국내 복귀 20완봉 달성 인터뷰에서 "시스템이 참 이상했다."라고 회고했다.

### 한국 프로야구 복귀

#### 한화 이글스복귀
친정 팀으로 돌아와 2002년 시즌부터 다시 활동했지만, 전과 같지 않은 구위로 난조를 겪었다. 2004년에는 단 1승도 거두지 못했고, 그동안 괴롭혀 왔었던 팔꿈치 통증으로 인해 수술을 받았다. 이후 재기를 다짐하며 2005년에 재기 가능성을 보였고, 2006년부터 기교파 투수로 재기에 성공해 팀의 선발로 활약했다. 2007년 12승 5패, 2점대 평균자책점으로 완벽하게 재기했다. 그러나 2008년 노쇠화로 인해 다시 부진했다. 2009년에 플레잉 코치로 활동하다가 은퇴를 선언했으며, 9월 12일 은퇴식과 영구 결번식을 치렀다.

## 야구선수 은퇴 후
한화 이글스에서 투수 코치로 활동하다가 2015년부터 2019년까지 MBC 스포츠플러스의 야구 해설위원으로 활동했으며, 2015년에 대한민국 야구 국가대표팀의 투수코치로 부임했다. 2020년부터 2022년까지 박종훈의 후임으로 한화 이글스의 단장으로 활동했다. 2023년부터 MBC 스포츠플러스의 야구 해설위원으로 복귀하였다.

## 출신 학교
- 대전신흥초등학교
- 충남중학교
- 대전고등학교

## 플레이 스타일
- 전성기 때는 150을 넘나드는 포심을 기본으로 각 큰 슬로우 커브, 싱커 등을 던졌다.

## 주요 기록
| 기록                           | 날짜        | 소속 | 구장 | 상대팀 | 상대 타자 | 경기 결과 | 경기수 | 달성 당시 나이  | 기타                            | 각주 |
| ------------------------------ | ----------- | ---- | ---- | ------ | --------- | --------- | ------ | --------------- | ------------------------------- | ---- |
| 노히트 노런                    | 1997. 5. 23 | 한화 | 대전 | OB     |           |           |        |                 | 무사사구 노히트노런, 역대 9번째 |      |
| 최소경기 1000탈삼진            | 1998. 8. 26 | 한화 | 부산 | 롯데   |           |           |        | 26세 4개월 28일 | 역대 4번째                      |      |
| 최연소 100승                   | 1999. 6. 30 | 한화 |      | 해태   |           |           |        | 27세 3개월 2일  | 역대 11번째, 97선발승           |      |
| 100선발승                      | 1999.7.23   | 한화 | 대전 | 삼성   |           | 4-3       |        |                 | 역대 5번째                      |      |
| 1300탈삼진                     | 2002        | 한화 |      | 삼성   |           |           |        |                 | 역대 4번째                      |      |
| 1400탈삼진                     | 2004        | 한화 |      |        |           |           |        |                 | 역대 4번째                      |      |
| 1500탈삼진                     | 2006        | 한화 |      |        |           |           |        |                 | 역대 4번째                      |      |
| 최연소, 최소경기 2000이닝 투구 | 2006. 6. 6  | 한화 | 대전 | SK     |           |           | 319    | 34세 2개월 9일  | 역대 4번째                      |      |
| 최연소, 최소경기 150승         | 2007. 6. 24 | 한화 | 대구 | 삼성   |           |           | 347    | 35세 2개월 27일 | 역대 3번째                      |      |
| 최연소 2200이닝 투구           | 2007        | 한화 |      |        |           |           |        |                 | 역대 3번째                      |      |
| 1600탈삼진                     | 2008        | 한화 |      |        |           |           |        |                 | 역대 4번째                      |      |

## 경력
- 1995년 제 2회 한일 슈퍼게임 대표 3차전 선발 투수 등판 7이닝 2실점 6탈삼진 선발승
- 아시아퍼시픽게임 대표
- 1995년 올스타전 대표
- 1996년 200이닝 - 200탈삼진 달성
- 1999년 제 3회 한일 슈퍼게임 대표 3차전 선발 투수 등판 3이닝 1실점 5탈삼진

올스타전 대표
8년 연속 두 자릿수 승
한화 이글스 한국시리즈 첫 우승(선발 2승)
- 1992년 ~ 1999년 통산 평균자책점 2.80 109승 62패 1503이닝 1189탈삼진 60완투 19완봉
- 2007년 올스타전 서군 대표

역대 2번째 20완봉 달성
- 2009년 9월 12일 은퇴식 거행 (대전 히어로즈전) 등번호 23번 영구결번

## 통산 기록
| 연 도           | 소 속           | 나 이           | 승  | 패  | 승 률 | 평 자 책 | 출 장 | 선 발 | 완 투 | 완 봉 | 세 이 브 | 홀 드 | 이 닝  | 피 안 타 | 피 홈 런 | 볼 넷 | 고 4 | 탈 삼 진 | 몸 맞 | 보 크 | 폭 투 | 실 점 | 자 책 | 타 자 수 | W H I P |
| --------------- | --------------- | --------------- | --- | --- | ----- | -------- | ----- | ----- | ----- | ----- | -------- | ----- | ------ | -------- | -------- | ----- | ---- | -------- | ----- | ----- | ----- | ----- | ----- | -------- | ------- |
| 1992            | 빙그레          | 20              | 14  | 4   | .778  | 2.48     | 33    | 22    | 11    | 3     | 7        | 0     | 195.2  | 141      | 15       | 68    | 4    | 145      | 4     | 0     | 4     | 61    | 54    | 785      | 1.07    |
| 1993            | 빙그레          | 21              | 13  | 3   | .813  | 2.24     | 18    | 17    | 10    | 1     | 1        | 0     | 148.1  | 117      | 10       | 40    | 0    | 110      | 6     | 0     | 3     | 40    | 37    | 596      | 1.06    |
| 1994            | 한화            | 22              | 14  | 10  | .583  | 2.15     | 28    | 27    | 9     | 4     | 0        | 0     | 218.0  | 156      | 6        | 56    | 1    | 196      | 7     | 0     | 7     | 59    | 52    | 863      | 0.97    |
| 1995            | 한화            | 23              | 13  | 7   | .650  | 3.21     | 22    | 22    | 8     | 2     | 0        | 0     | 162.2  | 152      | 12       | 40    | 3    | 127      | 10    | 1     | 5     | 65    | 58    | 678      | 1.18    |
| 1996            | 한화            | 24              | 13  | 12  | .520  | 3.03     | 32    | 29    | 9     | 4     | 1        | 0     | 219.2  | 173      | 16       | 48    | 4    | 203      | 9     | 0     | 2     | 81    | 74    | 879      | 1.01    |
| 1997            | 한화            | 25              | 14  | 11  | .560  | 2.46     | 31    | 30    | 10    | 4     | 0        | 0     | 208.2  | 172      | 11       | 45    | 2    | 160      | 4     | 1     | 2     | 69    | 57    | 825      | 1.04    |
| 1998            | 한화            | 26              | 10  | 7   | .588  | 3.16     | 23    | 23    | 1     | 0     | 0        | 0     | 148.1  | 133      | 12       | 35    | 4    | 97       | 2     | 0     | 1     | 55    | 52    | 607      | 1.13    |
| 1999            | 한화            | 27              | 18  | 8   | .692  | 3.75     | 32    | 29    | 2     | 1     | 1        | 0     | 201.2  | 179      | 22       | 57    | 3    | 151      | 12    | 2     | 5     | 92    | 84    | 834      | 1.17    |
| 2000            | 요미우리        | 28              | 2   | 0   | 1.000 | 4.82     | 4     | 4     | 1     | 1     | 0        | 0     | 18.2   | 21       | 4        | 3     | 0    | 16       | 1     | 0     | 0     | 10    | 10    | 80       | 1.29    |
| 2001            | 요미우리        | 29              | 1   | 2   | .333  | 4.65     | 8     | 6     | 1     | 0     | 0        | 0     | 40.2   | 43       | 8        | 15    | 1    | 28       | 2     | 1     | 2     | 22    | 21    | 176      | 1.43    |
| 2002            | 한화            | 30              | 7   | 13  | .350  | 5.35     | 26    | 24    | 0     | 0     | 0        | 0     | 138.0  | 144      | 19       | 39    | 1    | 116      | 9     | 1     | 4     | 83    | 82    | 599      | 1.33    |
| 2003            | 한화            | 31              | 11  | 10  | .524  | 4.00     | 26    | 26    | 0     | 0     | 0        | 0     | 139.2  | 132      | 18       | 51    | 1    | 73       | 4     | 1     | 6     | 65    | 62    | 598      | 1.31    |
| 2004            | 한화            | 32              | 0   | 6   | .000  | 7.67     | 13    | 13    | 0     | 0     | 0        | 0     | 54.0   | 76       | 11       | 18    | 0    | 22       | 3     | 0     | 2     | 50    | 46    | 260      | 1.74    |
| 2005            | 한화            | 33              | 9   | 3   | .750  | 4.82     | 25    | 25    | 0     | 0     | 0        | 0     | 115.2  | 124      | 14       | 26    | 0    | 56       | 6     | 0     | 1     | 70    | 62    | 495      | 1.30    |
| 2006            | 한화            | 34              | 7   | 13  | .350  | 3.93     | 25    | 24    | 0     | 0     | 0        | 0     | 130.2  | 142      | 18       | 42    | 0    | 62       | 5     | 1     | 6     | 68    | 57    | 563      | 1.41    |
| 2007            | 한화            | 35              | 12  | 5   | .706  | 2.90     | 26    | 26    | 1     | 1     | 0        | 0     | 155.1  | 155      | 11       | 32    | 1    | 66       | 8     | 1     | 3     | 58    | 50    | 638      | 1.20    |
| 2008            | 한화            | 36              | 6   | 10  | .375  | 5.23     | 25    | 25    | 0     | 0     | 0        | 0     | 127.1  | 144      | 13       | 40    | 0    | 56       | 5     | 0     | 3     | 78    | 74    | 144      | 1.45    |
| 2009            | 한화            | 37              | 0   | 6   | .000  | 9.87     | 8     | 8     | 0     | 0     | 0        | 0     | 31.0   | 54       | 7        | 18    | 0    | 21       | 0     | 0     | 1     | 36    | 34    | 158      | 2.32    |
| KBO 통산 : 16년 | KBO 통산 : 16년 | KBO 통산 : 16년 | 161 | 128 | .557  | 3.51     | 393   | 370   | 61    | 20    | 10       | 0     | 2394.2 | 2194     | 215      | 655   | 24   | 1661     | 94    | 8     | 55    | 1030  | 935   | 9932     | 1.19    |
| NPB 통산 : 2년  | NPB 통산 : 2년  | NPB 통산 : 2년  | 3   | 2   | .600  | 4.70     | 12    | 10    | 2     | 1     | 0        | 0     | 59.1   | 64       | 12       | 18    | 1    | 44       | 3     | 1     | 2     | 32    | 31    | 256      | 1.38    |

- 시즌 기록 중 굵은 글씨는 해당 시즌 리그 최고 기록

## 같이 보기
- KBO 리그 탈삼진 관련 기록